# Pavillon der Familie Werhahn

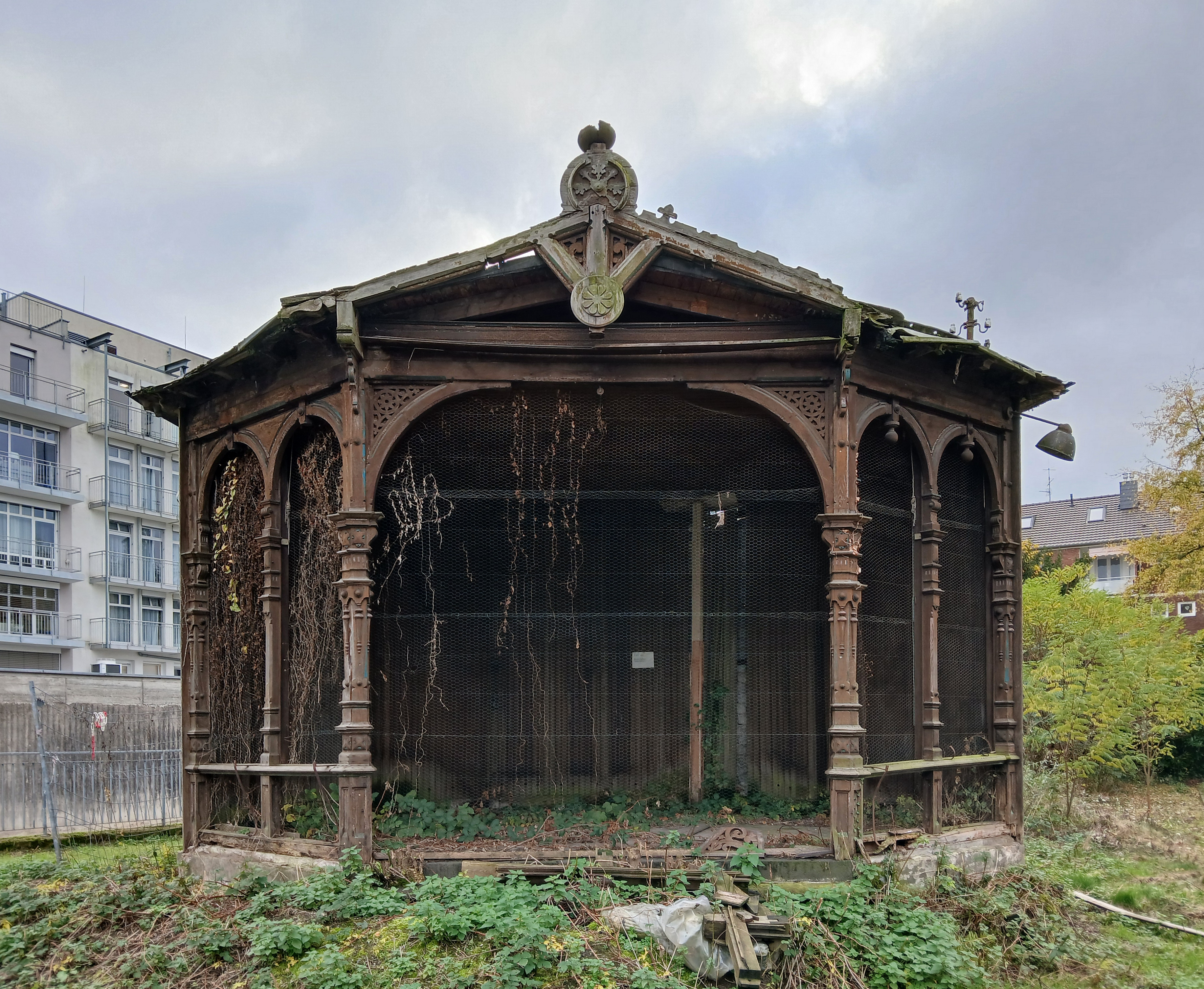
Baufälliger Zustand im November 2014

Familie Werhahn im Garten, um 1905

Der Pavillon der Familie Werhahn ist ein denkmalgeschützter Pavillon im Hinterhof nördlich der Rheintor-Klinik an der Neusser Hafenstraße nahe am Neusser Stadthafen. Es handelt sich um eine teiloffene Konstruktion aus Holz, Stahl und Mauerwerk.
Errichtet wurde er Anfang des 20. Jahrhunderts von der Unternehmerfamilie Werhahn. Peter Werhahn hatte hier um 1870/1880 im Bereich der von der Familie bewohnten Häuser einen großen Garten anlegen lassen. Libet Werhahn-Adenauer, die Ehefrau von Peter Werhahns Enkel Hermann Josef Werhahn, berichtete: „Ich habe viele Erinnerungen an die schöne Zeit dort. Es ging immer lustig zu, wenn sich vor allem sonntags die große Familie traf. Die Erwachsenen haben es sich in dem Pavillon gemütlich gemacht, Kaffee oder Tee getrunken, geredet und gelacht.“ Genutzt wurde der Pavillon bis in die 1960er Jahre.
2014 wurde der Pavillon unter Denkmalschutz gestellt. Eigentümer des Objekts sind seit 2004 die Städtischen Kliniken Neuss – Lukaskrankenhaus – GmbH, 2019 aufgegangen im Rheinland Klinikum Neuss, zu dessen Gesellschaftern zu gleichen Teilen die Stadt Neuss und der Rhein-Kreis Neuss zählen.